# Natsumi Abe
Natsumi Abe (in lingua giapponese 安倍 なつみ; Muroran, 10 agosto 1981) è una cantante giapponese.
È stata membro della prima generazione del gruppo pop femminile Morning Musume, di cui ha fatto parte dal 1997 al 2004. sorella di Asami Abe
Dal 2011 è un elemento del progetto parallelo chiamato Dream Morning Musume.